# 37-мм траншейная пушка образца 1915 года
37-мм траншейная пушка обр. 1915 г. («траншейная пушка Розенберга») — русское батальонное орудие калибра 37 мм периода Первой мировой войны, приспособленное к ведению боя в условиях «окопной войны».

## История создания
Ещё во время войны с Японией выявилась необходимость иметь артиллерийские системы для ведения огня по пулемётам и другим огневым средствам противника на расстоянии 200—300 метров, однако к началу Первой мировой войны траншейной артиллерии в России создано не было. Острая необходимость в ней возникла в конце 1914 года, когда война приняла позиционный характер. Для орудия непосредственного сопровождения пехоты были выдвинуты следующие требования: оно должно быть легко разбирающимся и легко переносимым или перекатываемым расчётом из 3 — 4 человек, удобно помещающимся для стрельбы в пулемётных гнёздах, имеющим пехотный прицел и легко обслуживаемым самой пехотой (а не артиллеристами).
В 1915 году член Артиллерийского комитета полковник М. Ф. Розенберг убедил начальника артиллерии великого князя Сергея Михайловича в необходимости такого орудия и в короткий срок спроектировал 37-мм батальонную пушку.
В качестве ствола использовались стандартные вкладыши для пристрелки морских орудий.
Траншейная пушка Розенберга обр. 1915 г. отвечала всем необходимым условиям: разбиралась на 3 части — ствол орудия со щитом (вес около 74 кг), лафет с нижним щитом (около 82 кг) и колёса (около 25 кг), устанавливалась в пулемётном гнезде для станкового пулемёта, имела пехотный прицел и могла обслуживаться пехотой. При стрельбе на 1000—1200 шагов траншейная пушка Розенберга отличалась хорошей меткостью и достаточной пробивной способностью по щитам орудий и пулемётов. Щит изготавливался из брони 6 или 8 мм (8-мм броня выдерживала пулю винтовки Мосина, выпущенную в упор).
В РККА орудия траншейной артиллерии ограниченно использовались в основном в начальный период гражданской войны — до марта 1919 года. Известно, что в некоторых стрелковых полках РККА в 1918—1919 гг. имелись батареи и взводы 37-мм или 57-мм траншейных орудий (полученных в качестве замены положенных по штату бомбомётов и миномётов), но уже 10 марта 1919 года они были официально исключены из штатов частей РККА.
В 1925 году для пушки был создан железный станок (конструктор Р. А. Дурляхов).

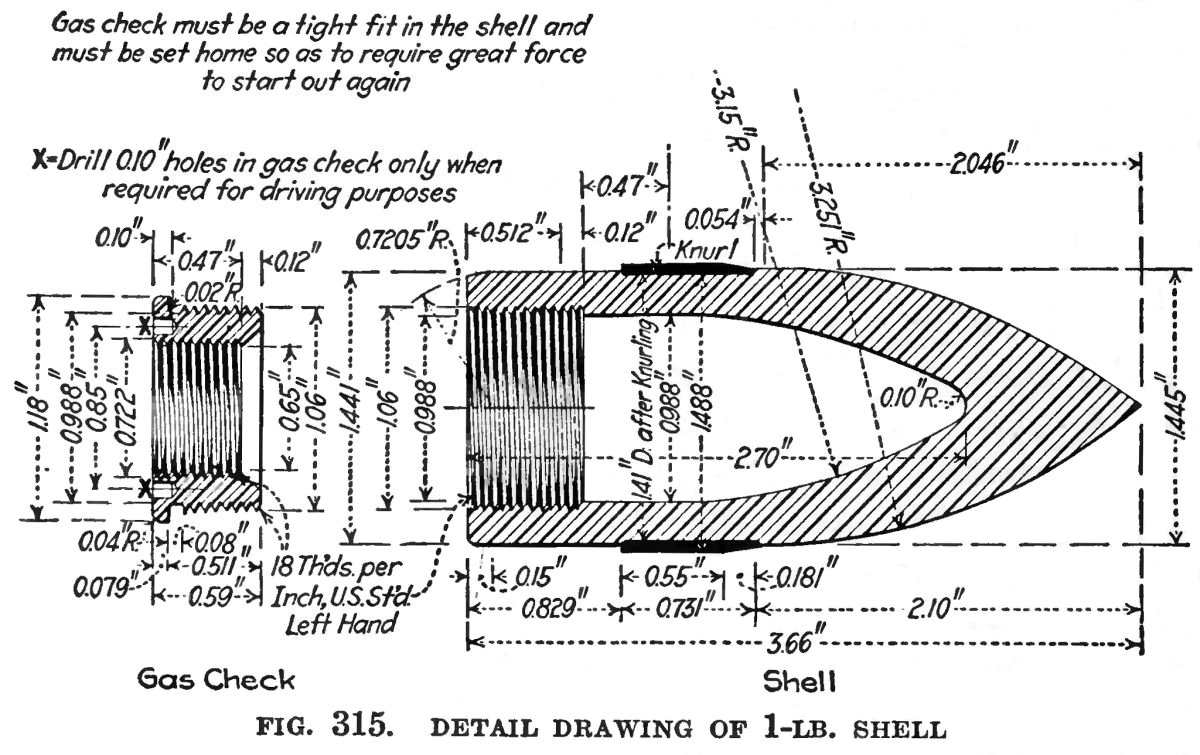

## Боеприпасы и баллистика
Для пушки применялись боеприпасы, совместимые с 37-мм пушкой Гочкиса. Баллистика также оказывалась весьма близкой
Бронепробиваемость:
-500 метров-15 мм
-100 метров- 20 мм.